# Dispersión inelástica de neutrones
La dispersión de neutrones, la dispersión irregular de neutrones libres por la materia, puede referirse al proceso físico natural en sí o a las técnicas experimentales creadas por el hombre que utilizan el proceso natural para investigar materiales. El fenómeno natural/físico es de gran importancia en ingeniería nuclear y en las ciencias nucleares. En cuanto a la técnica experimental, comprender y manipular la dispersión de neutrones es fundamental para las aplicaciones utilizadas en cristalografía, física, fisicoquímica, biofísica y ciencia de materiales.
La dispersión de neutrones se practica con fuentes de neutrones procedentes de reactores de investigación o también obtenidas mediante espalación, que proporcionan radiación neutrónica de intensidad variable. Las técnicas de difracción de neutrones (dispersión elástica) se utilizan para analizar estructuras en las que la dispersión inelástica de neutrones se utiliza para estudiar vibraciones y otros estados de excitación atómicos.

## Dispersión de neutrones rápidos
Los "neutrones rápidos" (véase temperatura neutrónica) tienen una energía cinética superior a 1 MeV. Pueden ser dispersados por materia condensada (núcleos que tienen energías cinéticas muy por debajo de 1 eV) como una aproximación experimental válida de un choque elástico con una partícula en reposo. En cada colisión, el neutrón rápido transfiere una parte importante de su energía cinética al núcleo en dispersión (materia condensada), tanto más cuanto más ligero es el núcleo. Y con cada colisión, el neutrón "rápido" se ralentiza hasta alcanzar el equilibrio térmico con el material en el que está disperso.
Los moderadores nucleares se utilizan para producir temperaturas neutrónicas, que tienen energías cinéticas inferiores a 1 eV (T <500 K). Los neutrones térmicos se utilizan para mantener una reacción nuclear en cadena en un reactor nuclear y como herramienta de investigación en experimentos de dispersión de neutrones y otras aplicaciones de la ciencia de los neutrones (véase más abajo). El resto de este artículo se concentra en la dispersión de neutrones térmicos.

## Interacción neutrones-materia
Como los neutrones son eléctricamente neutros, penetran más profundamente en la materia que las partículas cargadas eléctricamente de energía cinética comparable y, por lo tanto, son valiosos como sondas de propiedades globales.
Los neutrones interactúan con los núcleos atómicos y con los campos magnéticos de electrones desapareados, provocando efectos de interferencia y energía pronunciados en experimentos de dispersión de neutrones. A diferencia de un fotón de rayos X con una longitud de onda similar, que interactúa con el orbital atómico que rodea al núcleo, los neutrones interactúan principalmente con el núcleo mismo, como lo describe el seudopotencial de Fermi. Las secciones transversales de dispersión y absorción de neutrones varían ampliamente de isótopo a isótopo.
La dispersión de neutrones puede ser incoherente o coherente, dependiendo también del isótopo. Entre todos los isótopos, el hidrógeno tiene la sección transversal de dispersión más alta. Elementos importantes como el carbono y el oxígeno son bastante visibles en la dispersión de neutrones, lo que contrasta marcadamente con la dispersión de rayos X, donde las secciones transversales aumentan sistemáticamente con el número atómico. Por lo tanto, los neutrones se pueden utilizar para analizar materiales con números atómicos bajos, incluidas proteínas y tensioactivos. Esto se puede llevar a cabo empleando fuentes sincrotrónicas, pero se necesitan intensidades muy altas, lo que puede provocar que las estructuras cambien. El núcleo proporciona un alcance muy corto, ya que el potencial isotópico varía aleatoriamente de un isótopo a otro, lo que permite ajustar el contraste (dispersión) para adaptarlo al experimento.
La dispersión casi siempre presenta componentes elásticos e inelásticos. La fracción de dispersión elástica está determinada por el factor de Debye-Waller o el factor de Mössbauer-Lamb. Dependiendo del aspecto a investigar, la mayoría de las mediciones se concentran en la dispersión elástica o inelástica.
Es importante lograr una velocidad precisa, es decir, una energía y una longitud de onda de De Broglie precisa de un haz de neutrones. Estos haces de energía única se denominan "monocromáticos" y la monocromaticidad se logra con un monocromador de cristal o con un espectrómetro de tiempo de vuelo. En la técnica del tiempo de vuelo, los neutrones se envían a través de una secuencia de dos rendijas giratorias de modo que solo se seleccionan neutrones de una velocidad particular. Se han desarrollado fuentes de espalación que pueden crear un pulso rápido de neutrones. El pulso contiene neutrones de muchas velocidades diferentes o longitudes de onda de De Broglie, pero las velocidades separadas de los neutrones dispersos se pueden determinar "después" midiendo el tiempo de vuelo de los neutrones entre la muestra y el detector de neutrones.

### Dispersión magnética
El neutrón tiene una carga eléctrica neta de cero, pero tiene un momento magnético significativo, aunque solo alrededor del 0,1% del que posee un electrón. Sin embargo, es lo suficientemente grande como para dispersarse desde campos magnéticos locales dentro de la materia condensada, proporcionando una sonda que interactúa débilmente y, por lo tanto, de manera penetrante, de estructuras magnéticas ordenadas y fluctuaciones de espín de electrones.

## Dispersión inelástica de neutrones

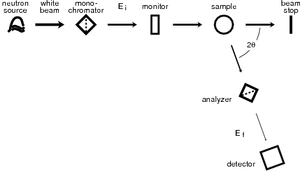
Diseño genérico de un experimento de dispersión de neutrones inelásticos

La dispersión inelástica de neutrones es una técnica experimental comúnmente utilizada en física de la materia condensada con el fin de estudiar el movimiento atómico y molecular, así como las excitaciones de campos magnéticos y cristalinos. Se distingue de otras técnicas de dispersión de neutrones porque resuelve el cambio de energía cinética que se produce cuando la colisión entre los neutrones y la muestra es inelástica. Los resultados generalmente toman la forma de un factor de estructura dinámica (también llamada ley de dispersión inelástica) {\displaystyle S(\mathbf {Q} ,\omega )} a veces también como la susceptibilidad dinámica {\displaystyle \chi ^{\prime \prime }(\mathbf {Q} ,\omega )} donde el vector de dispersión {\displaystyle \mathbf {Q} } es la diferencia entre el vector de onda entrante y saliente, y {\displaystyle \hbar \omega } es el cambio de energía experimentado por la muestra (negativo para los neutrones dispersados). Cuando los resultados se representan en función de {\displaystyle \omega }, a menudo se pueden interpretar de la misma manera que los espectros obtenidos mediante técnicas espectroscópicas convencionales, en la medida en que la dispersión inelástica de neutrones puede considerarse como una espectroscopia especial.
Los experimentos de dispersión inelástica normalmente requieren una monocromatización del haz incidente o saliente y un análisis de energía de los neutrones dispersos. Esto se puede hacer mediante técnicas de tiempo de vuelo (dispersión de tiempo de vuelo de neutrones) o mediante la ley de Bragg a partir de monocristales (espectroscopia de neutrones de triple eje y retrodispersión de neutrones). La monocromatización no es necesaria en las técnicas de eco (eco de espín de neutrones y eco de espín de resonancia de neutrones), que utilizan la fase mecánica cuántica de los neutrones además de sus amplitudes.

## Historia
Los primeros experimentos de difracción de neutrones se realizaron en la década de 1930. Sin embargo, no fue hasta alrededor de 1945, con la llegada de los reactores nucleares, que se hicieron posibles flujos de neutrones altos, lo que dio lugar a la posibilidad de realizar investigaciones estructurales en profundidad. Los primeros instrumentos de dispersión de neutrones se instalaron en tubos de haces en reactores de investigación polivalentes. En la década de 1960 se construyeron reactores de alto flujo optimizados para experimentos con haces entubados. El desarrollo culminó con el reactor de alto flujo del Instituto Laue-Langevin (en funcionamiento desde 1972) que alcanzó el flujo de neutrones más alto hasta la fecha. Además de algunas fuentes de alto flujo, había una veintena de fuentes de reactores de flujo medio en universidades y otros institutos de investigación. A partir de la década de 1980, muchas de estas fuentes de flujo medio se cerraron y la investigación se concentró en unas pocas fuentes de alto flujo líderes en el mundo.

## Instalaciones
Hoy en día, la mayoría de los experimentos de dispersión de neutrones son realizados por científicos investigadores que solicitan tiempo de haz en fuentes de neutrones mediante un procedimiento de propuesta formal. Debido a las bajas tasas de conteo involucradas en los experimentos de dispersión de neutrones, generalmente se requieren períodos de tiempo de haz relativamente largos (del orden de días) para obtener conjuntos de datos utilizables. Las propuestas se evalúan en cuanto a viabilidad e interés científico.

## Técnicas
- Difracción de neutrones
  - Dispersión de neutrones en ángulo pequeño
  - Dispersión de neutrones en ángulo pequeño con eco de espín
  - Reflectometría de neutrones
- Dispersión inelástica de neutrones
  - Espectrometría de neutrones de triple eje
  - Dispersión del tiempo de vuelo de los neutrones
  - Retrodispersión de neutrones
  - Eco de espín de neutrones